# Kulikalon-Seen
Die Kulikalon-Seen (auch: Kul-i Kalon) sind eine Gruppe von drei Seen im Fan-Gebirge in der tadschikischen Provinz Sughd.

## Lage

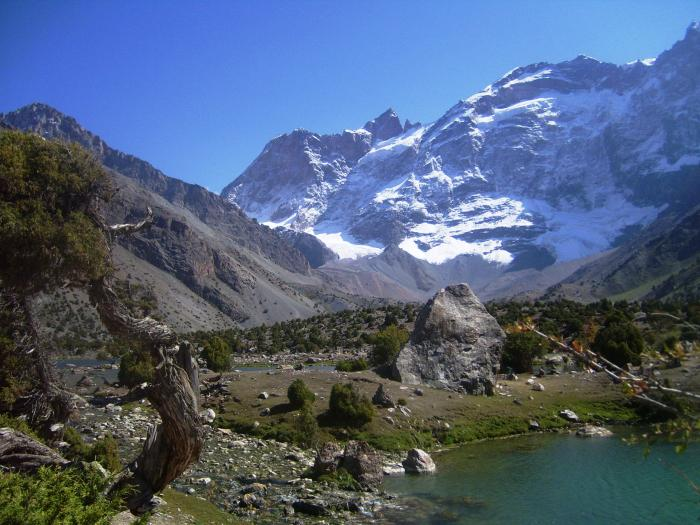
Blick über einen der Kulikalon-Seen auf die umgebenden Berge

Die Kulikalon-Seen befinden sich im Nordwesten Tadschikistans, unweit der Grenze zum Nachbarland Usbekistan. Die Seen befinden sich auf einer Höhe von circa 2800 Metern in der Kulikalon-Senke, die von deutlich höheren Berggipfeln umgeben ist. Die Landschaft in der Senke ist geprägt von Wacholderwäldern und bewachsenen Hügeln. Auf Grund der natürlichen Schönheit der Kulikalon-Seen und der Umgebung ist die Landschaft für ausgedehnte Wanderungen geeignet, wird aber auf Grund der schlechten Erreichbarkeit der Region bislang nur in sehr begrenztem Maße genutzt.

## Beschreibung
Drei verschiedene Seen werden unter dem Begriff Kulikalon-Seen zusammengefasst. Sie unterscheiden sich stark in ihrer Größe und Form, liegen aber unmittelbar nebeneinander und sind durch kleine Bäche und Wasserläufe miteinander verbunden. Die Seen werden durch Schmelzwasser des nahegelegenen Tschimtarga-Gletschers gespeist, das über zwei kleine Flüsse von Norden und von Süden in die Senke fließt und dort in die Seen mündet. Den Abfluss der Kulikalon-Seen bildet der Fluss Artuch. Durch steigende Zuflüsse durch Schmelzwasser steigen die Pegelstände in den Seen in den Sommermonaten an und sinken im Winter wieder.
Der größte der drei Seen wird von der umliegenden Gebirgslandschaft eingerahmt, an seinem nördlichen Ufer bilden die Gesteinsformationen Buchten und Felsvorsprünge am Rande des Sees. Im Süden prägen schroffe Felswände das Erscheinungsbild der Uferlandschaft.

## Nutzung
Die Seen und die umliegende Ebene sind bei den wenigen Wanderern, die in die Region kommen, ein beliebter Zelt- und Rastplatz. Außerdem sind die Kulikalon-Seen ein wichtiger Anlaufpunkt für die Hirten aus den umliegenden Dörfern, die hier ihre Tiere hinführen und am Ufer der Seen weiden lassen. Teilweise beziehen die Hirten in der Umgebung der Kulikalon-Seen auch ihr Sommerlager.

### Vögel
Eine besondere Bedeutung haben die Seen auch für Vögel, die hier in großer Zahl leben. Die Kulikalon-Seen sind von der Organisation BirdLife International als Important Bird Area (IBA) gekennzeichnet, da hier mehr als 160 Vogelarten gesichtet werden können.